# کوانتونگ
کانتوگون (یا ارتش کوانتونگ یا ارتش گوآن‌دونگ) واحدی از ارتش سلطنتی ژاپن بود. نام این واحد از شبه جزیره کوانتونگ، محل استقرارش، گرفته شده بود. ساختمان مرکزی آن در ژینجینگ (چانگچون کنونی) واقع بود و مهم‌ترین واحد ارتش به حساب می‌آمد. بسیاری از اعضای این واحد از جمله رئیس اعضا، توجو هیدکی بعدها به پست‌های بالایی در دولت و ارتش نایل شدند.